# Dino Frescobaldi (giornalista)
Dino Frescobaldi (Firenze, 26 giugno 1926 – Firenze, 1º ottobre 2010) è stato un giornalista, saggista e scrittore italiano.

## Biografia
Dino Frescobaldi, marchese di Montecastello della Pineta, nacque a Firenze da Lamberto e dalla nobildonna Anna dei marchesi Negrone. Primogenito di sette fratelli, dopo il Liceo Classico Galilei di Firenze, si laureò in Giurisprudenza con una tesi di ambito storico sul pensiero di Gustavo Benso di Cavour. Sposato con Lisa dei Marchesi Rosselli Del Turco nel 1960, dal matrimonio ebbe tre figlie, Tiziana, Lucrezia e Dianora.

### Esordi giornalistici aLa Nazionee aIl Messaggero
All'università strinse amicizia con Giovanni Spadolini grazie ai comuni interessi nelle materie storiche e politiche. Alla fine degli anni Quaranta, curò una raccolta di scritti dei principali pensatori controrivoluzionari francesi Maurice Barrès, Léon Daudet e Charles Maurras che intitolò La Controrivoluzione e che fece precedere da un suo saggio sulla Terza Repubblica. La promozione del libro lo portò a stringere rapporti sia con Giovanni Papini sia con altri giovani intellettuali del circolo spadoliniano, come Franco Borsi, Alberto Predieri, Giovanni Sartori e Marcello Taddei, redattore de La Nazione. Per il quotidiano fiorentino iniziò a scrivere articoli che comprendevano anche il genere dell'elzeviro e le recensioni di libri. In quel periodo, allargò la propria collaborazione al quotidiano Il Messaggero. Per questo giornale, allora diretto da Mario Missiroli, scrisse articoli di terza pagina di carattere politico e culturale, spaziando dalle recensioni alle riflessioni in materia storica, dalla breve nota politica all'aneddotica politico-storica. Nel 1953 iniziò la sua carriera di inviato: fra l'agosto e il settembre di quell'anno seguì le elezioni federali tedesche, pubblicando articoli su Il Messaggero e su La Nazione. Su invito del governo francese, l'anno successivo, si recò in Francia come inviato del quotidiano fiorentino, per il quale intervistò l'allora primo ministro Pierre Mendès France.

### Inviato delCorriere della Sera
Nel 1955, approdò al Corriere della Sera assunto da Mario Missiroli, che ne era diventato direttore, e fu nominato corrispondente e inviato speciale per i Balcani e l’Europa Orientale. Fu di base a Belgrado fino al 1960, negli anni in cui la capitale jugoslava si prefigurava come un osservatorio di particolare interesse, per la politica di Tito, che apriva finestre sia sul contesto dei paesi satellite dell'Unione Sovietica sia sulla realtà del Terzo mondo e dei paesi non allineati. In questi anni Frescobaldi fu testimone di avvenimenti politici importanti in Ungheria, nell’allora Cecoslovacchia, Bulgaria, Polonia, Romania, Grecia, Turchia, Cipro. Con le sue corrispondenze contribuì a una maggiore comprensione in Italia la nuova realtà jugoslava sotto Tito e dell'intera area dei Balcani. L'incontro con il Maresciallo gli offrì l'opportunità di partecipare ai summit di Belgrado e di Brioni, dove si posero le basi del Movimento dei paesi non allineati. 
Proprio all'incontro di Brioni, nel luglio 1956, Frescobaldi conobbe il presidente egiziano Nasser, e, in seguito, iniziò a interessarsi dei problemi del mondo arabo. 
Inviato in Egitto, in occasione della Crisi di Suez, si interessò all'intera area geo-politica del Medio Oriente. Nel 1959, all'Ambasciata Italiana al Cairo, conobbe Lisa dei Marchesi Rosselli Del Turco che sposò l'anno successivo.  In quegli stessi anni, Frescobaldi partecipò ai maggiori avvenimenti succedutisi in Libano, Giordania, Siria, Israele, Iraq, Arabia Saudita, Libia, Algeria, Marocco, Iran.
Nel 1960 si trasferì a Vienna, conservando nello stesso tempo la stessa sfera di azione sull'Europa orientale ma concentrando gran parte del suo lavoro all'osservazione della fase iniziale del processo d'integrazione europea. Dalla capitale austriaca, ebbe anche uno sguardo particolare sulle rivendicazioni autonomiste dell'Alto Adige.
Nel 1964, tornò in Italia e, in una prima fase, si occupò anche degli eventi di politica interna come le elezioni amministrative del 1966 e del 1968 e le elezioni politiche. Fu anche attento alla politica di tutela del patrimonio culturale e di sostegno al territorio, in seguito all'alluvione di Firenze. Continuò a seguire alcuni dei principali eventi internazionali quali la formazione del Mercato Comune Europeo e anche la Guerra dei sei giorni tra Egitto e Israele.
Negli anni Settanta, Frescobaldi divenne corrispondente diplomatico da Roma, commentatore e editorialista di politica estera,  inviato speciale per i grandi avvenimenti europei e mondiali, come i vertici dei Sette Grandi, i consigli europei e atlantici, le conferenze nord-sud e sull’energia, i vertici dei non-allineati e arabi, i principali incontri bilaterali, i negoziati sul disarmo. In tale veste partecipò a missioni in Africa, America Latina, Estremo Oriente con Papa Giovanni Paolo II, come pure a viaggi e a visite dei presidenti americani Richard Nixon, Gerald Ford e Jimmy Carter. Continuò a seguire con particolare attenzione gli eventi del Medio Oriente, l'avvio del processo di pace arabo-israeliano, la Rivoluzione iraniana, la Guerra civile in Libano. Di particolare rilievo fu il contatto con il presidente egiziano Anwar al-Sadat. Contemporaneamente si occupò della fase finale della Guerra fredda, degli accordi di non proliferazione nucleare tra Ronald Reagan e Michail Gorbačëv e anche delle prime riforme al sistema dell'Apartheid in Sudafrica. Tra i capi di stato e i protagonisti della politica estera da lui intervistati si ricordano il premier giapponese Yasuhiro Nakasone, Indira Gandhi e Yasser Arafat. Per il Corriere, tra il 1955 e il 1988, anno del suo congedo dal giornale, firmò quasi tremila articoli.

### La collaborazione conLa Repubblica
Nel 1988, passò alle colonne de La Repubblica il quotidiano fondato e allora diretto da Eugenio Scalfari. Frescobaldi continuò a seguire come collaboratore i suoi abituali contesti d'analisi. In particolare, si concentrò sull'esplosione delle Guerre jugoslave, sul riemergere dei fondamentalismi e sulle difficoltà del processo di pace in Medio Oriente fino al 1996.

### Altre collaborazioni giornalistiche
Negli anni successivi, Frescobaldi continuò a collaborare con una serie di riviste specializzate quali Palomar, Affari Esteri, Limes e Nuova Antologia. Negli ultimi anni si dedicò alla cura dell'archivio Frescobaldi, oggi conservato alla Villa di Poggio a Remole, Sieci e allo studio della storia familiare.
Si spense a Firenze il 1 ottobre 2010.
Negli anni collaborò con riviste quali Affari Esteri, Civiltà del bere, Comunità Europee, L'Express, L'Euromediterraneo, Limes, Il Mondo, Nord e Sud, Nuova Antologia, Storia Illustrata, Ulisse.

## Altre attività
Dopo la morte del padre Lamberto, Dino, con i suoi sei fratelli, intese mantenere l'unità del patrimonio familiare e dare vita alla Marchesi Frescobaldi azienda dedita alla produzione del vino in Toscana. La precoce morte del fratello Piero e l'uscita concordata della sorella Teresa avrebbero ridotto il numero dei titolari dell'impresa ai cinque fratelli: Dino, Vittorio (che ne prese le redini), Maria,  Ferdinando, Leonardo.

## Riconoscimenti
Nel 1990 ricevette il Premio Colombe d'Oro per la Pace da parte dell'Istituto di Ricerche Internazionali Archivio Disarmo. Membro dell'Associazione amici della Fondazione Nuova Antologia e vicepresidente dell'Associazione Nazionale Amicizia Italo-araba, il 23 giugno 1998 ricevette il Fiorino d'Oro della città di Firenze.

## L'Archivio e la biblioteca personale
Alla Villa di Poggio a Remole, sono conservati nel suo studio, la biblioteca e l'archivio personale di Dino Frescobaldi. L'archivio consiste delle carte e oggetti di lavoro, bozze, veline, fotografie, appunti, dossier documentativi, carteggi di Frescobaldi con redazioni, case editrici, associazioni e personaggi politici .

## Opere principali
- La Controrivoluzione (Barrès, Maurras, Daudet), Firenze, L'Arco, 1949.
- Nasser, Milano, Longanesi, 1970.
- La sfida di Sadat, Milano, Rizzoli, 1977.
- La riscossa del profeta, Milano, Sperling & Kupfer, 1988.
- Jugoslavia perché: il suicidio di uno Stato, Firenze, Ponte alle Grazie, 1991.
- L'Italia nella tenaglia. L'assedio dei nazionalismi e dei fanatismi religiosi, Firenze, Ponte alle Grazie, 1995.
- Privilegio di nascita, Milano, Longanesi, 1997.
- Con gli occhi degli altri. Pregi e difetti del proprio paese nell'esperienza di un inviato speciale, Firenze, Le Lettere, 2000.
- Lettera al futuro, [Firenze], s.e., [2001].
- (con Francesco Solinas), I Frescobaldi: una famiglia fiorentina, Firenze, Le Lettere, 2004.